# Società Italiana del Linoleum
 (février 2014).
Si vous disposez d'ouvrages ou d'articles de référence ou si vous connaissez des sites web de qualité traitant du thème abordé ici, merci de compléter l'article en donnant les références utiles à sa vérifiabilité et en les liant à la section « Notes et références ».

La Società Italiana del Linoleum (en français : Société italienne du linoleum) était une entreprise qui produisait et commercialisait les revêtements de sol en Linoléum. 

## Historique
Le Linoleum a été inventé en 1844, mais le brevet a dû être renouvelé en 1864 à la suite du remplacement du caoutchouc, alors très coûteux, par de l'huile de lin oxydée. À l'expiration du brevet, de nombreux fabricants se lancèrent dans la production de ce revêtement miracle et très apprécié des particuliers et des hôpitaux. 
En 1894 Giovanni Battista Pirelli, le fondateur du groupe Pirelli rachète l'usine implantée à Narni appartenant à la Société pour la fabrication et le commerce d'objets en caoutchouc Guttaperca qui deviendra en 1898 Società Italiana del Linoleum S.p.A..  Le choix de l'usine de production de Narni était dû au fait que la ville était raccordée au réseau ferré ce qui permettait des livraisons de toutes les matières premières par le rail.
En 1899, la production de linoleum dans l'usine de Narni dépassait les 100 m² par jour. L'activité croit et après la Première Guerre mondiale, l'effectif dépasse les 450 salariés. Mais un obstacle fiscal va venir enrayer la machine. Les droits de douane sur l'huile de lin vont considérablement augmenter. Pour éviter d'accroître les coûts de production, les dirigeants du groupe Pirelli décident de construire une seconde usine en Suisse, à Giubiasco.
En 1926 l'usine de Narni est déclarée auxiliaire et les commandes publiques affluent. Les périodes de crise puis de rapide croissance de la demande se suivent comme la crise de 1929 qui forcera l'usine à se tourner vers de nouvelles productions plus innovantes. La demande évolue rapidement et de nouveaux matériaux de revêtement de sol font leur apparition sur le marché. 
La Société du linoleum tente une diversification pour couvrir l'ensemble de la gamme de produits réclamés par les clients. Elle se lance dans la fabrication de moquette qui sera produite dans l'usine de Cantù près de Milan sous la marque "Due Palme". Le perpétuel développement des revêtements de sol textiles justifiera la cession de ce secteur d'activité en  1975, par Pirelli à son concurrent italien Montefibre.
Le groupe Montedison auquel appartenait Montefibre ayant connu de sérieuses difficultés, le secteur fut revendu au groupe Radici. L'usine de Narni elle, sera cédée à la société Fakta qui sera ensuite reprise par le groupe Everest.
À partir des années 1980, le consommateur italien a exigé de meilleures protections environnementales des sites industriels de production et dans le domaine des revêtements de sol, la clientèle s'est orientée vers des produits comprenant des matières premières naturelles. C'est ainsi que l'on a redécouvert le Linoleum.
Le groupe Sommer, un des leaders européens sur le marché des revêtements de sol synthétiques cherchait de nouveaux produits pour compléter son offre déjà vaste. Espérant que la mode du Linoléum dure longtemps, en 1987, Sommer décide de racheter l'ex usine Pirelli de Narni. Le site industriel connait alors une nouvelle jeunesse.
En 1997, les sociétés Tarkett et Sommer opèrent une fusion incorporation qui se traduira par la création du groupe Tarkett Sommer. Grâce à d'importants investissements, le rendement et la qualité de la production sont améliorés en permanence. Le site a reçu les certifications ISO 9001, ISO 14001, SWAN (Nordic Environmental Label) et Blaue Angel (certification allemande). 
L’usine de Linoleum de Narni exporte plus de 90 % de sa production. Autrefois il y avait plus de 100 sites de fabrication dans le monde, aujourd'hui, il en reste 5 : 4 en Europe et 1 en Inde.
En 2003, pour reprendre l'histoire des sociétés et favoriser la communication d'entreprise, le groupe Tarket-Sommer s'est appelé simplement Tarket. De ce fait, l'usine de Narni est devenue Tarkett S.p.A.